# یوگنی باور
یوگنی فرانزِویچ باور (روسی: Евгений Францевич Бауэр؛ ۱۸۶۵ – ۲۲ ژوئن ۱۹۱۷) کارگردان فیلم‌های صامت، هنرمند تئاتر و فیلم‌نامه‌نویس اهل امپراتوری روسیه بود. وی بین سال‌های ۱۹۱۳ تا ۱۹۱۷ میلادی فعالیت می‌کرد.